# VfBシュトゥットガルト
フェアアイン・フュル・ベヴェグンクッシュピーレ・シュトゥットガルト（Verein für Bewegungsspiele Stuttgart 1893 e.V.）は、ドイツ・バーデン＝ヴュルテンベルク州シュトゥットガルトに本拠地を置くサッカークラブ。

## 歴史
1963年にブンデスリーガが創設されて以来1部に所属してきたが、1974-75シーズンには2部に降格。2シーズンを経て1部に復帰した後は1部に留まり続け、中位～上位を維持しつつ1983-84シーズン、1991-92シーズン、2006-07シーズンにはリーグ優勝も果たしている。しかし2012-13シーズン以降は下位に低迷し、2016-17シーズンには41年ぶりの2部リーグ降格を経験した。2017-18シーズンは1部へ復帰したものの、2019-20シーズンは再び2部に降格するなど近年は1部と2部の間を行き来するようになった。

### ゲアハルト・マイヤー＝フォアフェルダー会長時代
1991-92シーズンのリーグ優勝以降は低迷するようになり、1998-99シーズン以降は混乱を来すようになる。また、相次ぐ監督交代や選手給料の高騰化による放漫経営により莫大な負債を抱えることとなる。フェリックス・マガトが監督に就任した頃には、満足する補強すらできないほど財政面が悪化していた。マガトは若手を鍛え上げることで、後にアンドレアス・ヒンケルやケヴィン・クラニー、ティモ・ヒルデブラントなどの若手がブレイクを果たし、2002-03シーズンには躍進して2位となった。

### エルヴィン・シュタウト会長時代

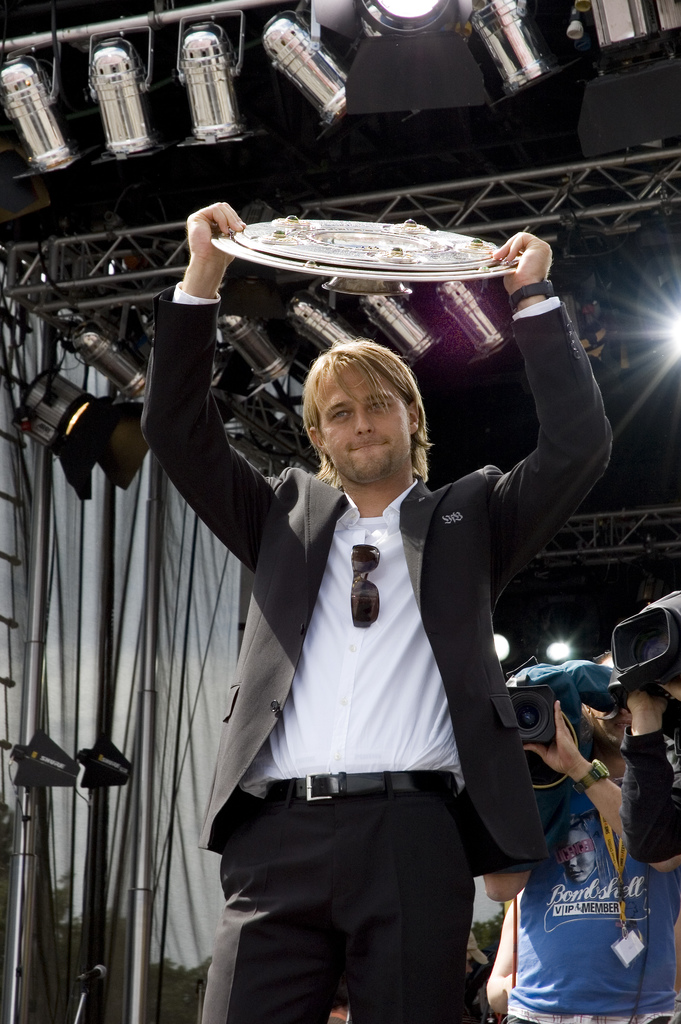
ティモ・ヒルデブラント（2007年）

2003年6月26日に、エルヴィン・シュタウトがCEO & 会長に就任し、財政面にメスを入れることとなった。当時はチャンピオンズリーグに出場を果たしたものの、満足のいく補強ができなかった。しかし、チャンピオンズリーグでの活躍による収益やマガト監督時代に活躍した主力選手の放出による移籍金のおかげで、かつては火の車の状態であった財政面も改善されている。また、 マガト監督時代に活躍したホルスト・ヘルトが現役引退した後にゼネラルマネージャーに就任して以降は、チーム作りも明確化されており、2006-07シーズンにはリーグ優勝、2007-08シーズンと2009-10シーズンにはチャンピオンズリーグ出場を果たしている。
2004-05シーズンに、躍進の功労者であるマガトがバイエルン・ミュンヘンへ去り、マティアス・ザマーが監督に就任するものの最終的には5位。2005-06シーズンからは数々のクラブ・代表チームで実績を築いてきたジョバンニ・トラパットーニを監督に招聘し、得点源としてデンマーク代表のヨン・ダール・トマソンを獲得するなどして更なる飛躍を目指したが、マガト監督時代の主力選手放出による戦力低下、決定力不足とチーム全体の意志不統一に喘ぎ順位表の中位をさまようシーズンとなる。このシーズン途中にはトラパットーニが辞任し、アルミン・フェーが監督として就任。次の監督就任までの「繋ぎ役」では、との見方が大勢を占める中(実際にフェー監督は1部リーグのチームを率いた経験が僅か1シーズンのみだった)、フェー監督指揮下の2006-07シーズンには躍進を遂げる。
このシーズンから加入したメキシコ人プレーヤー、パベル・パルドは前シーズンまでチームを支え続けた名ボランチ、ズボニミール・ソルドを思わせる存在感を発揮。同じく新加入のメキシコ人右サイドバック、リカルド・オソリオや前シーズンから才能の片鱗を見せ始めていたマリオ・ゴメスやトーマス・ヒッツルスペルガーと言った若手たちで構成される攻撃ユニットが存分に機能、そして守護神のティモ・ヒルデブラントが好セーブを連発しチームを牽引し、バイエルン・ミュンヘンやヴェルダー・ブレーメンなどの強豪を抑え、最後は中盤戦以降首位を守っていたシャルケ04をかわして15シーズンぶり5度目となる優勝を決めた。
翌2007-08シーズンにドイツ王者として挑んだUEFAチャンピオンズリーグでは、グループリーグにてFCバルセロナやリヨン、レンジャーズといったクラブと同組となった。当時のドイツ代表選手でもあった正ゴールキーパーティモ・ヒルデブラントのバレンシアへの移籍や主力選手の故障などでチームパフォーマンスが低下していたシュトゥットガルトは、国内リーグ序盤での低迷をチャンピオンズリーグでも引きずる形でグループリーグで敗戦を続け、第5節にホームで迎えたレンジャーズ戦で3-2と初勝利をあげたものの、最終節のFCバルセロナ戦でも敗れ、1勝5敗とグループリーグ最下位で敗退した。
2008-09シーズンは、本大会で最後となるUEFAインタートトカップに出場しUEFAカップへの出場権を獲得した。これにより同大会からUEFAカップへ3度進出した最初で最後のクラブとなった。シーズン序盤は苦戦を余儀なくされたが、このシーズンにイェンス・レーマンが加入したことで、ヒルデブラントが去って以降悩まされた正GKに目途がついた。そうしたこともあって、終盤に追い上げて最終的には3位にまで順位を上げた。
2009年夏、FWマリオ・ゴメスをドイツ史上最高額の3000万ユーロでバイエルン・ミュンヘンに売却し、その資金を元にFWパヴェル・ポグレブニャク、MFズドラヴコ・クズマノヴィッチなど東欧出身の実力者を獲得した。
2010-11シーズンは、正GKイェンス・レーマンの引退やMFサミ・ケディラのレアル・マドリード移籍に対し、FWマーティン・ハルニックの獲得などでチームの若返りを図ったが失敗。シーズン中に監督が2度も交代する異例の事態に陥った。また冬の移籍期間には、チーム初の日本人選手としてFW岡崎慎司が加入した。

### ゲルト・モーゼル会長時代
2011年7月15日に、任期満了で退任するエルヴィン・シュタウトに代わる会長としてゲルト・モーゼルが就任した。
2011-12シーズンは、この年の夏の移籍期間中に移籍したMFクリスティアン・トレーシュに代わるボランチとしてMFウィリアム・クヴィストや、守備力強化のためにDFマーサといった欧州の中堅リーグでの実力者を補強した。またこの冬の移籍期間には、DF酒井高徳や移籍したFWパヴェル・ポグレブニャクの代替としてFWヴェダド・イビセビッチを獲得した。
2012-13シーズンは、夏の移籍期間にはMFマチュー・デルピエールやDFハリド・ブラールズ等近年のチームを支えたベテラン選手を放出、DFアントニオ・リュディガーやMFラファエル・ホルツハウザーらVfBⅡから4名の若手選手を昇格させ、他チームからの移籍はFWトゥナイ・トルンとDFティム・ホーグラントに留めた。冬の移籍期間にはDFマーサやMFズドラブコ・クズマノビッチが去る一方MFアレクサンドル・マキシムら欧州各国リーグの経験者を獲得した。しかしリーグ戦は12位に終わったものの、DFBポカールでは準優勝を収めた。ゲルト・モーゼル会長は今季限りで会長を退任。

### ベルント・ヴァーラー会長時代

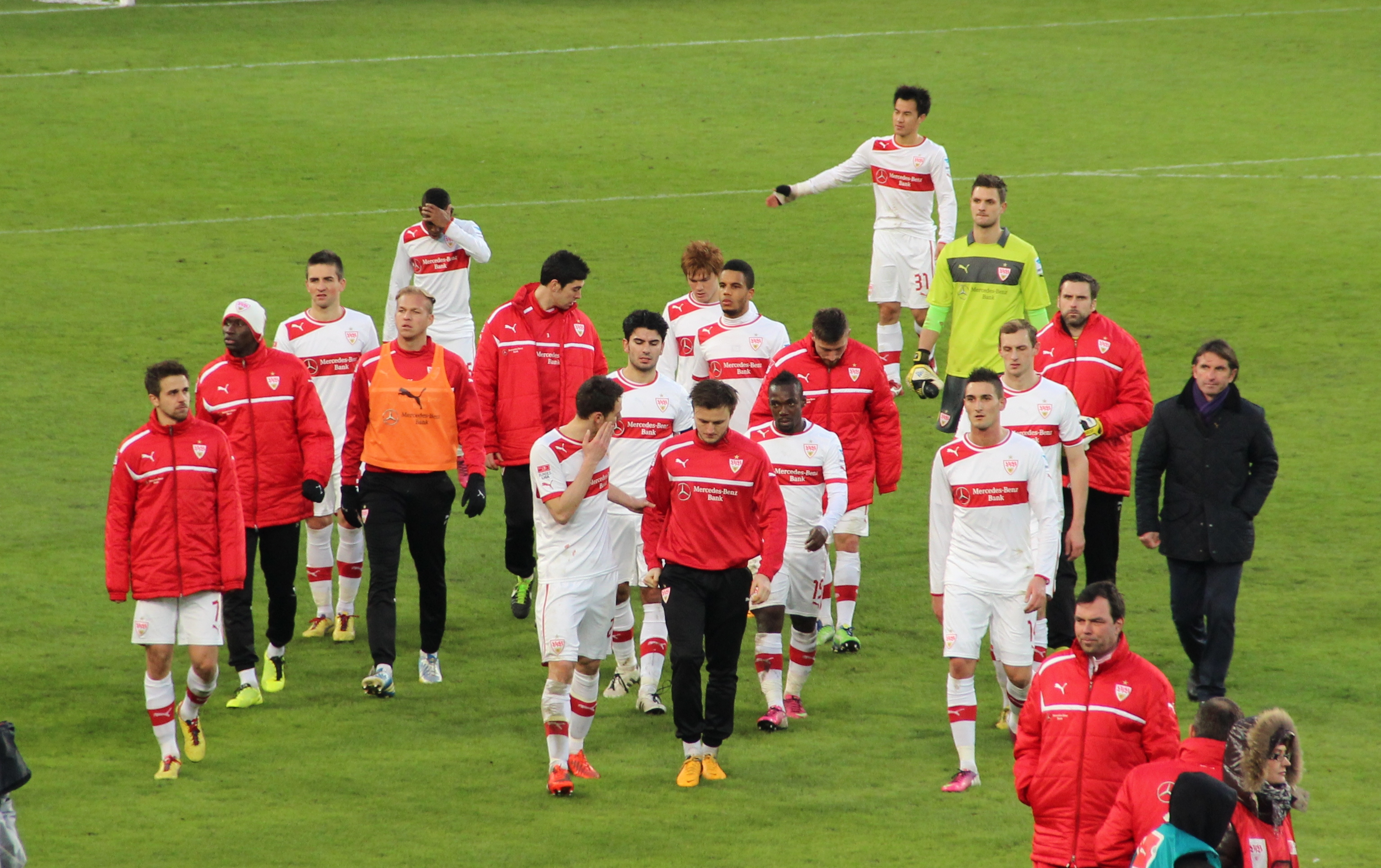

2013年7月22日、前会長ゲルト・モーゼルの後任にベルント・ヴァーラーが新会長に就任。
2013-14シーズン、夏の移籍期間にチーム初の日本人選手だったFW岡崎慎司やキャプテンのDFザーダール・タスキらレギュラークラスの選手を相次いで放出。新規にはDFダニエル・シュヴァーブ・MFモリッツ・ライトナーらを獲得。またFWティモ・ヴェルナーがユースチームから昇格した。
8月には監督のブルーノ・ラッバディアがシーズン開幕後4連敗を喫するなど成績不振の責任を問われ解任。後任の監督にはU-17監督のトーマス・シュナイダーが就任。一時は復調したが、2014年に入りチームワーストとなる8連敗を喫し残留争いに巻き込まれ、3月8日に最下位のブラウンシュヴァイクに引き分けたことを受けてトーマス・シュナイダーを解任。後任にシャルケ04等の監督を歴任したフーブ・ステフェンスが就任した。その後も残留争いを演じたが、結果的に15位でフィニッシュした。ステフェンスはシーズン終了を持って退任。
2014-15シーズンは監督に2006年から2008年にかけて指揮を執ったアルミン・フェーを迎え入れた。しかし第12節終了時点で最下位となるなど成績不振の責任を取り辞任。後任には前シーズン途中指揮を執ったフーブ・ステフェンスが就任した。その後も降格圏をさまよったが、最終節でパーダーボルンに勝利したことで14位となり辛うじて1部に踏みとどまった。ステフェンスは今回もシーズン終了を持って退任した。
2015-16シーズンは監督に元RBライプツィヒ監督のアレクサンダー・ツォルニガーが就任。夏の移籍期間中にGKスヴェン・ウルライヒ・DF酒井高徳・アントニオ・リュディガー・FWヴェダド・イビシェヴィッチらを放出。新たにGKミッチェル・ランゲラック・プシェミスワフ・ティトン・DFエミリアーノ・インスア・トニ・シュニッチ・FWロビー・クルーズらを獲得した。しかし2015-2016シーズンは序盤から低迷し、2015年11月24日にツォルニガー監督を解任した。後任にはVfBシュトゥットガルトII（U-23）を率いていたユルゲン・クラムニー監督を昇格させ、冬の移籍期間にはDFケヴィン・グロスクロイツを獲得するなど1部残留を目指し一時は中位まで順位を上げたものの、シーズン終盤に6連敗を喫し最終的に17位でシーズンを終え、41年ぶりの2部降格が決定した。また奇しくもU-23チームも3部からアマチュアリーグの4部リーグへ降格しており、この結果を受け、ヴァーラー会長の引責辞任とクラムニー監督の解任が発表された。

### ヴォルフガング・ディートリッヒ会長時代
2016年8月15日、辞任したベルント・ヴァーラー前会長の後任にヴォルフガング・ディートリッヒを選出した。
クラムニーの後任監督にはヨス・ルフカイが就任。2部降格に伴い、GKプシェミスワフ・ティトン、DFダニエル・シュヴァーブ・ゲオルク・ニーダーマイアー、MFフィリップ・コスティッチ、FWマーティン・ハルニック・ティモ・ヴェルナーら主力選手の大量流出を招いた。一方で1シーズンでの1部復帰を目指すためにDFマルチン・カミンスキ・ベンジャマン・パヴァール、MF細貝萌・カルロス・マネ、FW浅野拓磨・シモン・テローデらを獲得した。しかし、浅野やマネらの補強を巡ってルフカイ監督と強化担当者との対立を招いて、ルフカイは9月に辞任した。ルフカイの後任監督に元ボルシア・ドルトムントⅡ監督のハネス・ヴォルフが就任。冬の移籍期間にはMFエベニーザー・オフォーリ・ヨシプ・ブレカロらを獲得。しかし2月にはケヴィン・グロスクロイツが不祥事を起こして解雇されたほか、3月にはヴォルフ監督就任後出場機会が減少していた細貝を柏レイソルへ放出した。41年ぶりの2部での戦いは、高い得点力を武器に終始安定した成績で2部優勝を決めて、1シーズンでの1部復帰を果たした。
1部復帰を果たした2017-18シーズンは、近年の若手選手中心の補強から1部定着のためにドイツ代表経験者を複数補強したのが特徴だ。この夏の移籍期間にはGKミッチェル・ランゲラック・MFアレクサンドル・マキシムらを放出する一方、GKロン＝ロベルト・ツィーラー、DFホルガー・バトシュトゥバー、デニス・アオゴ、アンドレアス・ベックといった元ドイツ代表を、また若手の即戦力としてMFサンティアゴ・アスカシバル、オレル・マンガラ、FWアナスタシオス・ドニス、チャドラック・アコロらを獲得。また冬の移籍期間にはFWマリオ・ゴメスを8年半ぶりに復帰させた。シーズン中に監督交代があり混乱する場面があったが、タイフン・コルクトが監督就任後は9勝4分1敗の好成績を上げ結果的には7位でフィニッシュした。
2018-19シーズンは、前年同様若手選手とドイツ代表経験者をそれぞれ獲得している。この夏の移籍期間にはFW浅野拓磨・ダニエル・ギンチェクを放出。ドイツ代表経験者のMFゴンサロ・カストロ・ダニエル・ディダヴィや若手で有望なDFパブロ・マフェオ・ボルナ・ソサ、FWニコラス・ゴンサレスらを獲得した。しかし、前シーズンの勢いはなく第7節終了の時点で1勝2分4敗で最下位に沈んだことから、タイフン・コルクト監督が解任された。後任には元シャルケ04監督のマルクス・ヴァインツィールが就任した。翌2019年4月11日にはスヴェン・ミスリンタットのスポーツディレクターへの就任が発表されたものの、降格圏内を脱することは出来ず、4月20日のFCアウクスブルク戦で0-6と惨敗したことを受けてヴァインツィール監督が解任された。最終的にシーズンの順位は16位で、残留プレーオフにまわることになり、1.FCウニオン・ベルリンとのプレーオフでは第1戦では本拠地で2-2、第2戦は0-0となってしまい、二戦合計2-2でアウェーゴールの差で2部降格が決定した。なお1部16位チームの降格は2011-12シーズンのヘルタ・ベルリン以来7シーズンぶり3度目となった。また4部に在籍していたU-23チームも5部に降格した。この結果、2019年7月15日にディートリッヒ会長は引責辞任した。

### トーマス・ヒッツルスペルガー会長時代
2部降格に伴い後任会長の人選に難航し、2019年10月8日にクラブOBのトーマス・ヒッツルスペルガーを選出した。
2019-20シーズンは、GKロン＝ロベルト・ツィーラー、DFデニス・アオゴ、アンドレアス・ベック、MFクリスティアン・ゲントナーらドイツ代表経験者のベテラン選手を相次いで放出。またDFベンジャマン・パヴァール、オザン・カバクといった近年の功労者の流出を招いた。後任監督にはホルシュタイン・キール監督のティム・ヴァルターが就任。夏の移籍期間にはGKグレゴール・コベル、DFパスカル・シュテンツェル、MF遠藤航、アタカン・カラソル、FWサーシャ・カライジッチ、サイラス・ワマンギトゥカらを獲得した。しかし第18節終了の時点で9勝4分5敗と不振に陥り、12月24日にヴァルター監督が解任された。後任には1899ホッフェンハイムアシスタントコーチのペッレグリーノ・マタラッツォが就任。途中新型コロナウイルス感染拡大による長期中断があったが、最終的には17勝7分10敗の2位となり、1シーズンでブンデスリーガへ復帰することができた。シーズン終了と同時にFWマリオ・ゴメスが引退した。
2020-21シーズンは新型コロナウイルス感染拡大が続く中での厳しい財政状況から、DFヴァルデマール・アントン、コンスタンティノス・マヴロパノスなど小幅な補強に留めた。このシーズンはホームゲームが全試合無観客で実施の中、最終的には9位でフィニッシュし1部残留を果たした。

### アレクサンダー・ウェラ会長時代
2021-22シーズンは15位、2022-23シーズンは16位と2年連続で残留争いに巻き込まれる。この間にDF伊藤洋輝がレンタルから完全移籍で加入している。2021-22シーズンは最終節前の段階で、昇格・降格プレーオフ圏内の16位に沈んでいたが、最終節ケルン戦で1-1で迎えた後半アディショナルタイムにDF伊藤洋輝のアシストからキャプテンのMF遠藤航が劇的な決勝ゴール。残留圏内の15位だったヘルタ・ベルリンがドルトムントに敗れたことで、逆転での残留を決めた。これについて10連覇を達成したバイエルンのウリ・ヘーネス名誉会長は「シュトゥットガルトは自分たちがワールドカップで優勝したと勘違いしているんだ。ただ降格しなかっただけなのに」と発し、ウェラ会長が「バイエルンの祝賀会での態度を見て、彼らは10連覇ではなく10位になったのではないかと思った」と応じた。
翌シーズン、2023年4月4日に指揮官に就任した41歳のセバスティアン・ヘーネスは、厳しい残留争いの中での就任となったが、最下位から順位を上げ、最後はハンブルガーSVとのプレーオフを制して、ブンデスリーガ残留を決めた。ちなみにヘーネスは先述のバイエルン名誉会長ウリ・ヘーネスの甥である。
2023-24シーズンはMF遠藤航、DFマヴロパノス、ボルナ・ソサ、GKフロリアン・ミュラーといった主力を放出し、苦戦が予想される中、ヘーネス体制で躍進。ブライトンからレンタルで加えたFWデニス・ウンダブ、バイエルンからレンタルで加えたGKアレクサンダー・ニューベル、ヘルタ・ベルリンから獲得したDFマクシミリアン・ミッテルシュテットらが躍動。レヴァークーゼンの独走を許すも、アントン、シュテンツェル、ヒューリッヒ、伊藤洋輝、ヴァグノマン、ザガドゥなど、ここ数年で低コストで獲得した選手達が主力としてチームを支え、シーズン後半戦はバイエルン・ミュンヘンと2位争いを演じる。リーグ終盤のバイエルンとの直接対決を3-1で制し、最終的にリーグ戦で23勝4分け7敗の勝ち点73を獲得、バイエルンを抜いて2位となり、2008-09シーズン以来のチャンピオンズリーグ出場権を獲得した。

## タイトル

### 国内タイトル
- ブンデスリーガ：3回 
  - 1983-84, 1991-92, 2006-07
- ドイツ・サッカー選手権：2回
  - 1949-50, 1951-52
- 2. ブンデスリーガ：2回
  - 1976-77, 2016-17
- DFBポカール：4回
  - 1953-54, 1957-58, 1996-97, 2024-25
- DFLスーパーカップ：1回
  - 1992

### 国際タイトル
- なし

## 過去の成績
| シーズン | リーグ戦              | リーグ戦 | リーグ戦 | リーグ戦 | リーグ戦 | リーグ戦 | リーグ戦 | リーグ戦 | リーグ戦 | DFBポカール  | 欧州カップ | 欧州カップ |
| シーズン | ディビジョン          | 試       | 勝       | 分       | 敗       | 得       | 失       | 点       | 順位     | DFBポカール  | 欧州カップ | 欧州カップ |
| -------- | --------------------- | -------- | -------- | -------- | -------- | -------- | -------- | -------- | -------- | ------------ | ---------- | ---------- |
| 1963-64  | ブンデスリーガ1部     | 30       | 13       | 7        | 10       | 48       | 40       | 33       | 5位      | 2回戦敗退    |            |            |
| 1964-65  | ブンデスリーガ1部     | 30       | 9        | 8        | 13       | 46       | 50       | 26       | 12位     | 準々決勝敗退 |            |            |
| 1965-66  | ブンデスリーガ1部     | 34       | 13       | 6        | 15       | 42       | 48       | 32       | 11位     | 1回戦敗退    |            |            |
| 1966-67  | ブンデスリーガ1部     | 34       | 10       | 13       | 11       | 48       | 54       | 33       | 12位     | 2回戦敗退    |            |            |
| 1967-68  | ブンデスリーガ1部     | 34       | 14       | 7        | 13       | 65       | 54       | 35       | 8位      | 2回戦敗退    |            |            |
| 1968-69  | ブンデスリーガ1部     | 34       | 14       | 8        | 12       | 60       | 54       | 36       | 5位      | 2回戦敗退    |            |            |
| 1969-70  | ブンデスリーガ1部     | 34       | 14       | 7        | 13       | 59       | 62       | 35       | 7位      | 1回戦敗退    |            |            |
| 1970-71  | ブンデスリーガ1部     | 34       | 11       | 8        | 15       | 49       | 49       | 30       | 12位     | 1回戦敗退    |            |            |
| 1971-72  | ブンデスリーガ1部     | 34       | 13       | 9        | 12       | 52       | 56       | 35       | 8位      | 2回戦敗退    |            |            |
| 1972-73  | ブンデスリーガ1部     | 34       | 17       | 3        | 14       | 71       | 65       | 37       | 6位      | 2回戦敗退    |            |            |
| 1973-74  | ブンデスリーガ1部     | 34       | 12       | 7        | 15       | 58       | 57       | 31       | 9位      | 1回戦敗退    | UC         | ベスト4    |
| 1974-75  | ブンデスリーガ1部     | 34       | 8        | 8        | 18       | 50       | 79       | 24       | 16位     | 1回戦敗退    |            |            |
| 1975-76  | ブンデスリーガ2部南部 | 38       | 16       | 4        | 18       | 67       | 60       | 36       | 11位     | 2回戦敗退    |            |            |
| 1976-77  | ブンデスリーガ2部南部 | 38       | 24       | 9        | 5        | 100      | 36       | 57       | 1位      | 3回戦敗退    |            |            |
| 1977-78  | ブンデスリーガ1部     | 34       | 19       | 5        | 14       | 68       | 57       | 43       | 4位      | 2回戦敗退    |            |            |
| 1978-79  | ブンデスリーガ1部     | 34       | 20       | 8        | 6        | 73       | 34       | 48       | 2位      | 2回戦敗退    | UC         | 3回戦敗退  |
| 1979-80  | ブンデスリーガ1部     | 34       | 17       | 7        | 10       | 75       | 53       | 41       | 3位      | ベスト16     | UC         | ベスト4    |
| 1980-81  | ブンデスリーガ1部     | 34       | 19       | 8        | 7        | 70       | 44       | 46       | 3位      | 準々決勝敗退 | UC         | 3回戦敗退  |
| 1981-82  | ブンデスリーガ1部     | 34       | 13       | 9        | 12       | 62       | 55       | 35       | 9位      | 3回戦敗退    | UC         | 1回戦敗退  |
| 1982-83  | ブンデスリーガ1部     | 34       | 20       | 8        | 6        | 80       | 47       | 48       | 3位      | ベスト16     |            |            |
| 1983-84  | ブンデスリーガ1部     | 34       | 19       | 10       | 5        | 79       | 33       | 48       | 1位      | 準々決勝敗退 | UC         | 1回戦敗退  |
| 1984-85  | ブンデスリーガ1部     | 34       | 14       | 4        | 15       | 79       | 59       | 33       | 10位     | ベスト16     | EC         | 1回戦敗退  |
| 1985-86  | ブンデスリーガ1部     | 34       | 17       | 7        | 10       | 69       | 45       | 41       | 5位      | 準優勝       |            |            |
| 1986-87  | ブンデスリーガ1部     | 34       | 13       | 6        | 15       | 55       | 49       | 32       | 12位     | 1回戦敗退    | CWC        | 2回戦敗退  |
| 1987-88  | ブンデスリーガ1部     | 34       | 16       | 8        | 10       | 69       | 49       | 40       | 4位      | 1回戦敗退    |            |            |
| 1988-89  | ブンデスリーガ1部     | 34       | 16       | 7        | 11       | 58       | 49       | 39       | 5位      | 準決勝敗退   | UC         | 準優勝     |
| 1989-90  | ブンデスリーガ1部     | 34       | 15       | 6        | 13       | 53       | 47       | 36       | 6位      | ベスト16     |            |            |
| 1990-91  | ブンデスリーガ1部     | 34       | 14       | 10       | 10       | 57       | 44       | 38       | 6位      | 準々決勝敗退 |            |            |
| 1991-92  | ブンデスリーガ1部     | 38       | 21       | 10       | 7        | 62       | 32       | 52       | 1位      | 準々決勝敗退 | UC         | 2回戦敗退  |
| 1992-93  | ブンデスリーガ1部     | 34       | 12       | 12       | 10       | 56       | 50       | 36       | 7位      | 2回戦敗退    | CL         | 1回戦敗退  |
| 1993-94  | ブンデスリーガ1部     | 34       | 13       | 11       | 10       | 51       | 43       | 37       | 7位      | 2回戦敗退    |            |            |
| 1994-95  | ブンデスリーガ1部     | 34       | 10       | 10       | 14       | 52       | 66       | 30       | 12位     | ベスト16     |            |            |
| 1995-96  | ブンデスリーガ1部     | 34       | 10       | 13       | 11       | 59       | 62       | 43       | 10位     | 1回戦敗退    |            |            |
| 1996-97  | ブンデスリーガ1部     | 34       | 18       | 7        | 9        | 78       | 40       | 61       | 4位      | 優勝         |            |            |
| 1997-98  | ブンデスリーガ1部     | 34       | 14       | 10       | 10       | 55       | 49       | 52       | 4位      | 準決勝敗退   | CWC        | 準優勝     |
| 1998-99  | ブンデスリーガ1部     | 34       | 9        | 12       | 13       | 41       | 48       | 39       | 11位     | 準々決勝敗退 | UC         | 2回戦敗退  |
| 1999-00  | ブンデスリーガ1部     | 34       | 14       | 6        | 14       | 44       | 47       | 48       | 8位      | 準々決勝敗退 |            |            |
| 2000-01  | ブンデスリーガ1部     | 34       | 9        | 11       | 14       | 42       | 49       | 38       | 15位     | 準決勝敗退   | UC         | 4回戦敗退  |
| 2001-02  | ブンデスリーガ1部     | 34       | 13       | 11       | 10       | 47       | 43       | 50       | 8位      | ベスト16     |            |            |
| 2002-03  | ブンデスリーガ1部     | 34       | 17       | 8        | 9        | 53       | 39       | 59       | 2位      | 2回戦敗退    | UC         | 4回戦敗退  |
| 2003-04  | ブンデスリーガ1部     | 34       | 18       | 10       | 6        | 52       | 24       | 64       | 4位      | ベスト16     | CL         | ベスト16   |
| 2004-05  | ブンデスリーガ1部     | 34       | 17       | 7        | 10       | 54       | 40       | 58       | 5位      | ベスト16     | UC         | ベスト32   |
| 2005-06  | ブンデスリーガ1部     | 34       | 9        | 16       | 9        | 42       | 50       | 42       | 9位      | 2回戦敗退    | UC         | ベスト32   |
| 2006-07  | ブンデスリーガ1部     | 34       | 21       | 7        | 6        | 61       | 37       | 70       | 1位      | 準優勝       |            |            |
| 2007-08  | ブンデスリーガ1部     | 34       | 16       | 4        | 14       | 57       | 57       | 52       | 6位      | 準々決勝敗退 | CL         | GS敗退     |
| 2008-09  | ブンデスリーガ1部     | 34       | 19       | 7        | 8        | 63       | 43       | 64       | 3位      | ベスト16     | UC         | ベスト32   |
| 2009-10  | ブンデスリーガ1部     | 34       | 15       | 10       | 9        | 51       | 41       | 55       | 6位      | ベスト16     | CL         | ベスト16   |
| 2010-11  | ブンデスリーガ1部     | 34       | 12       | 6        | 16       | 60       | 59       | 42       | 12位     | ベスト16     | EL         | ベスト32   |
| 2011-12  | ブンデスリーガ1部     | 34       | 15       | 8        | 12       | 63       | 46       | 53       | 6位      | 準々決勝敗退 |            |            |
| 2012-13  | ブンデスリーガ1部     | 34       | 12       | 7        | 15       | 37       | 55       | 43       | 12位     | 準優勝       | EL         | ベスト16   |
| 2013-14  | ブンデスリーガ1部     | 34       | 8        | 8        | 18       | 49       | 62       | 32       | 15位     | 2回戦敗退    | EL         | PO敗退     |
| 2014-15  | ブンデスリーガ1部     | 34       | 9        | 9        | 16       | 42       | 60       | 36       | 14位     | 1回戦敗退    |            |            |
| 2015-16  | ブンデスリーガ1部     | 34       | 9        | 6        | 19       | 50       | 75       | 33       | 17位     | ベスト16     |            |            |
| 2016-17  | ブンデスリーガ2部     | 34       | 21       | 6        | 7        | 63       | 37       | 69       | 1位      | 2回戦敗退    |            |            |
| 2017-18  | ブンデスリーガ1部     | 34       | 15       | 6        | 13       | 36       | 36       | 51       | 7位      | ベスト16     |            |            |
| 2018-19  | ブンデスリーガ1部     | 34       | 7        | 7        | 20       | 32       | 70       | 28       | 16位     | 1回戦敗退    |            |            |
| 2019-20  | ブンデスリーガ2部     | 34       | 17       | 7        | 10       | 62       | 41       | 58       | 2位      | ベスト16     |            |            |
| 2020-21  | ブンデスリーガ1部     | 34       | 12       | 9        | 13       | 56       | 55       | 45       | 9位      | ベスト16     |            |            |
| 2021-22  | ブンデスリーガ1部     | 34       | 7        | 12       | 15       | 41       | 59       | 33       | 15位     | 2回戦敗退    |            |            |
| 2022-23  | ブンデスリーガ1部     | 34       | 7        | 12       | 15       | 45       | 57       | 33       | 16位     | 準決勝敗退   |            |            |
| 2023-24  | ブンデスリーガ1部     | 34       | 23       | 4        | 7        | 78       | 39       | 73       | 2位      | 準々決勝敗退 |            |            |
| 2024-25  | ブンデスリーガ1部     | 34       | 14       | 8        | 12       | 64       | 53       | 50       | 9位      | 優勝         | CL         |            |

## 欧州の成績
| シーズン | 大会                       | ラウンド   | 対戦相手                       | ホーム | アウェー | 合計   |  |
| -------- | -------------------------- | ---------- | ------------------------------ | ------ | -------- | ------ |  |
| 1973-74  | UEFAカップ                 | 1回戦      | オリンピアコス・ニコシア       | 9-0    | 4-0      | (A)2-2 |  |
| 1973-74  | UEFAカップ                 | 2回戦      | タトラン・プレショフ           | 3-1    | 5-3 (AT) | 8-4    |  |
| 1973-74  | UEFAカップ                 | 3回戦      | ディナモ・キーウ               | 3-0    | 0-2      | 3-2    |  |
| 1973-74  | UEFAカップ                 | 準々決勝   | ヴィトーリア・セトゥーバル     | 1-0    | 2-2      | 3-2    |  |
| 1973-74  | UEFAカップ                 | 準決勝     | フェイエノールト               | 2-2    | 1-2      | 3-4    |  |
| 1978-79  | UEFAカップ                 | 1回戦      | バーゼル                       | 4-1    | 3-2      | 7-3    |  |
| 1978-79  | UEFAカップ                 | 2回戦      | トルペド・モスクワ             | 2-0    | 1-2      | 3-2    |  |
| 1978-79  | UEFAカップ                 | 3回戦      | デュクラ・プラハ               | 4-1    | 0-4      | 4-5    |  |
| 1979-80  | UEFAカップ                 | 1回戦      | トリノ・カルチョ               | 1-0    | 1-2 (AT) | (A)2-2 |  |
| 1979-80  | UEFAカップ                 | 2回戦      | ディナモ・ドレスデン           | 0-0    | 1-1      | (A)1-1 |  |
| 1979-80  | UEFAカップ                 | 3回戦      | グラスホッパー・チューリッヒ   | 3-0    | 2-0      | 5-0    |  |
| 1979-80  | UEFAカップ                 | 準々決勝   | ロコモティフ・ソフィア         | 3-1    | 1-0      | 4-1    |  |
| 1979-80  | UEFAカップ                 | 準決勝     | ボルシアMG                     | 2-1    | 0-2      | 2-3    |  |
| 1980-81  | UEFAカップ                 | 1回戦      | ペゾポリコス・ラルナカ         | 6-0    | 4-1      | 10-1   |  |
| 1980-81  | UEFAカップ                 | 2回戦      | フォルヴェルツ・フランクフルト | 5-1    | 2-1      | 7-2    |  |
| 1980-81  | UEFAカップ                 | 3回戦      | ケルン                         | 3-1    | 1-4      | 4-5    |  |
| 1981-82  | UEFAカップ                 | 1回戦      | ハイドゥク・スプリト           | 2-2    | 1-3      | 3-5    |  |
| 1983-84  | UEFAカップ                 | 1回戦      | レフスキ・ソフィア             | 1-1    | 0-1      | 1-2    |  |
| 1984-85  | UEFAチャンピオンズカップ   | 1回戦      | レフスキ・ソフィア             | 2-2    | 1-1      | 3-3(A) |  |
| 1986-87  | UEFAカップウィナーズカップ | 1回戦      | スパルタク・トルナヴァ         | 1-0    | 0-0      | 1-0    |  |
| 1986-87  | UEFAカップウィナーズカップ | 2回戦      | トルペド・モスクワ             | 3-5    | 0-2      | 3-7    |  |
| 1988-89  | UEFAカップ                 | 1回戦      | タタバーニャ                   | 2-0    | 1-2      | 3-2    |  |
| 1988-89  | UEFAカップ                 | 2回戦      | ディナモ・ザグレブ             | 4-1    | 2-2      | 6-3    |  |
| 1988-89  | UEFAカップ                 | 3回戦      | フローニンゲン                 | 2-0    | 3-1      | 5-1    |  |
| 1988-89  | UEFAカップ                 | 準々決勝   | レアル・ソシエダ               | 1-0    | 0-1      | (P)1-1 |  |
| 1988-89  | UEFAカップ                 | 準決勝     | ディナモ・ドレスデン           | 1-0    | 1-1      | 2-1    |  |
| 1988-89  | UEFAカップ                 | 決勝       | ナポリ                         | 3-3    | 1-2      | 4-5    |  |
| 1991-92  | UEFAカップ                 | 1回戦      | ペーチMFC                      | 4-1    | 2-2      | 6-3    |  |
| 1991-92  | UEFAカップ                 | 2回戦      | オサスナ                       | 2-3    | 0-0      | 2-3    |  |
| 1992-93  | UEFAチャンピオンズリーグ   | 1回戦      | リーズ                         | 3-0    | 1-4      | 4-4    |  |
| 1997-98  | UEFAカップウィナーズカップ | 1回戦      | ÍBv                            | 2-1    | 3-1      | 5-2    |  |
| 1997-98  | UEFAカップウィナーズカップ | 2回戦      | ジェルミナル・エケレン         | 2-4    | 4-0      | 6-4    |  |
| 1997-98  | UEFAカップウィナーズカップ | 準々決勝   | スラヴィア・プラハ             | 2-0    | 1-1      | 3-1    |  |
| 1997-98  | UEFAカップウィナーズカップ | 準決勝     | ロコモティフ・モスクワ         | 2-0    | 1-1      | 3-1    |  |
| 1997-98  | UEFAカップウィナーズカップ | 決勝       | チェルシー                     | 0-1    | 0-1      | 0-1    |  |
| 1998-99  | UEFAカップ                 | 1回戦      | フェイエノールト               | 1-3    | 3-0      | 4-3    |  |
| 1998-99  | UEFAカップ                 | 2回戦      | クラブ・ブルッヘ               | 1-1    | 2-3 (AT) | 3-4    |  |
| 2000-01  | UEFAカップ                 | 1回戦      | ハーツ                         | 1-0    | 2-3      | (A)3-3 |  |
| 2000-01  | UEFAカップ                 | 2回戦      | ヴァッカー                     | 0-1    | 3-1      | 3-2    |  |
| 2000-01  | UEFAカップ                 | 3回戦      | フェイエノールト               | 2-1    | 2-2      | 4-3    |  |
| 2000-01  | UEFAカップ                 | 4回戦      | セルタ                         | 0-0    | 1-2      | 1-2    |  |
| 2002-03  | UEFAカップ                 | 1回戦      | ヴェンツピルス                 | 4-1    | 4-1      | 8-2    |  |
| 2002-03  | UEFAカップ                 | 2回戦      | フェレンツヴァーロシュ         | 2-0    | 0-0      | 2-0    |  |
| 2002-03  | UEFAカップ                 | 3回戦      | クラブ・ブルッヘ               | 2-1    | 1-0      | 3-1    |  |
| 2002-03  | UEFAカップ                 | 4回戦      | セルティック                   | 3-2    | 1-3      | 4-5    |  |
| 2003-04  | UEFAチャンピオンズリーグ   | グループE  | マンチェスター・ユナイテッド   | 2-1    | 0-2      | 2位    |  |
| 2003-04  | UEFAチャンピオンズリーグ   | グループE  | パナシナイコス                 | 2-0    | 3-1      | 2位    |  |
| 2003-04  | UEFAチャンピオンズリーグ   | グループE  | レンジャーズ                   | 1-0    | 1-2      | 2位    |  |
| 2003-04  | UEFAチャンピオンズリーグ   | ベスト16   | チェルシー                     | 0-1    | 0-0      | 0-1    |  |
| 2004-05  | UEFAカップ                 | 1回戦      | ウーイペシュト                 | 4-0    | 3-1      | 7-1    |  |
| 2004-05  | UEFAカップ                 | グループG  | ヘーレンフェーン               | ×      | 0-1      | 1位    |  |
| 2004-05  | UEFAカップ                 | グループG  | ベンフィカ                     | 3-0    | ×        | 1位    |  |
| 2004-05  | UEFAカップ                 | グループG  | ベフェレン                     | ×      | 5-1      | 1位    |  |
| 2004-05  | UEFAカップ                 | グループG  | ディナモ・ザグレブ             | 2-1    | ×        | 1位    |  |
| 2004-05  | UEFAカップ                 | ベスト32   | パルマ                         | 0-2    | 0-0      | 0-2    |  |
| 2005-06  | UEFAカップ                 | 1回戦      | ドムジャレ                     | 2-0    | 0-1      | 2-1    |  |
| 2005-06  | UEFAカップ                 | グループG  | レンヌ                         | ×      | 0-2      | 3位    |  |
| 2005-06  | UEFAカップ                 | グループG  | シャフタール・ドネツク         | 0-2    | ×        | 3位    |  |
| 2005-06  | UEFAカップ                 | グループG  | PAOK                           | ×      | 2-1      | 3位    |  |
| 2005-06  | UEFAカップ                 | グループG  | ラピド・ブカレスト             | 2-1    | ×        | 3位    |  |
| 2005-06  | UEFAカップ                 | ベスト32   | ミドルズブラ                   | 1-2    | 1-0      | 2-2(A) |  |
| 2007-08  | UEFAチャンピオンズリーグ   | グループH  | リヨン                         | 0-2    | 2-4      | 4位    |  |
| 2007-08  | UEFAチャンピオンズリーグ   | グループH  | バルセロナ                     | 0-2    | 1-3      | 4位    |  |
| 2007-08  | UEFAチャンピオンズリーグ   | グループH  | レンジャーズ                   | 3-2    | 1-2      | 4位    |  |
| 2008-09  | UEFAカップ                 | 予選2回戦  | ジェールETO                    | 2-1    | 4-1      | 6-2    |  |
| 2008-09  | UEFAカップ                 | 本戦1回戦  | チェルノ・モレ                 | 2-2    | 2-1      | 4-3    |  |
| 2008-09  | UEFAカップ                 | グループC  | セビージャ                     | ×      | 0-2      | 2位    |  |
| 2008-09  | UEFAカップ                 | グループC  | スタンダール・リエージュ       | 3-0    | ×        | 2位    |  |
| 2008-09  | UEFAカップ                 | グループC  | サンプドリア                   | ×      | 1-1      | 2位    |  |
| 2008-09  | UEFAカップ                 | グループC  | パルチザン                     | 2-0    | ×        | 2位    |  |
| 2008-09  | UEFAカップ                 | ベスト32   | ゼニト                         | 1-2    | 1-2      | 2-4    |  |
| 2009-10  | UEFAチャンピオンズリーグ   | プレーオフ | ティミショアラ                 | 0-0    | 2-0      | 2-0    |  |
| 2009-10  | UEFAチャンピオンズリーグ   | グループG  | セビージャ                     | 1-3    | 1-1      | 2位    |  |
| 2009-10  | UEFAチャンピオンズリーグ   | グループG  | レンジャーズ                   | 1-1    | 0-2      | 2位    |  |
| 2009-10  | UEFAチャンピオンズリーグ   | グループG  | ウニレア・ウルジチェニ         | 3-1    | 1-1      | 2位    |  |
| 2009-10  | UEFAチャンピオンズリーグ   | ベスト16   | バルセロナ                     | 1-1    | 0-4      | 1-5    |  |
| 2010-11  | UEFAヨーロッパリーグ       | グループH  | ヤングボーイズ                 | 3-0    | 2-4      | 1位    |  |
| 2010-11  | UEFAヨーロッパリーグ       | グループH  | ヘタフェ                       | 1-0    | 3-0      | 1位    |  |
| 2010-11  | UEFAヨーロッパリーグ       | グループH  | オーデンセ                     | 0-1    | 2-1      | 1位    |  |
| 2010-11  | UEFAヨーロッパリーグ       | ベスト32   | ベンフィカ                     | 1-2    | 0-2      | 1-4    |  |
| 2012-13  | UEFAヨーロッパリーグ       | グループE  | ステアウア・ブカレスト         | 2-2    | 5-1      | 2位    |  |
| 2012-13  | UEFAヨーロッパリーグ       | グループE  | コペンハーゲン                 | 0-0    | 2-0      | 2位    |  |
| 2012-13  | UEFAヨーロッパリーグ       | グループE  | モルデ                         | 0-1    | 0-2      | 2位    |  |
| 2012-13  | UEFAヨーロッパリーグ       | ベスト32   | ヘンク                         | 1-1    | 2-0      | 3-1    |  |
| 2012-13  | UEFAヨーロッパリーグ       | ベスト16   | ラツィオ                       | 0-2    | 1-3      | 1-5    |  |
| 2013-14  | UEFAヨーロッパリーグ       | プレーオフ | リエカ                         | 1-2    | 2-2      | 3-4    |  |

## 現所属メンバー
2024-25シーズン 開幕戦(SCフライブルク)フォーメーション(4-2-3-1)
2025年2月3日現在
注：選手の国籍表記はFIFAの定めた代表資格ルールに基づく。
| No. | Pos. |                          | 選手名                             |
| --- | ---- | ------------------------ | ---------------------------------- |
| 1   | GK   | ドイツ                   | ファビアン・ブレドロウ             |
| 2   | DF   | ベルギー                 | アミーン・アル＝ダヒル () ★        |
| 3   | DF   | オランダ                 | ラモン・ヘンドリクス ★             |
| 4   | DF   | ドイツ                   | ヨシュア・ヴァグノマン ()          |
| 5   | MF   | ドイツ                   | ヤニク・カイテル ★                 |
| 6   | MF   | ドイツ                   | アンジェロ・スティラー             |
| 7   | DF   | ドイツ                   | マクシミリアン・ミッテルシュテット |
| 8   | MF   | フランス                 | エンゾ・ミロー ()                  |
| 9   | FW   | ボスニア・ヘルツェゴビナ | エルメディン・デミロヴィッチ () ★  |
| 10  | FW   | マリ共和国               | エル・ビラル・トゥーレ () ★        |
| 11  | FW   | ドイツ                   | ニック・ウォルトメイド ★           |
| 14  | DF   | スイス                   | ルカ・ジャック () ★                |
| 15  | DF   | ドイツ                   | パスカル・シュテンツェル           |
| 16  | MF   | ドイツ                   | アタカン・カラソル ()              |
| 17  | FW   | ドイツ                   | ジャスティン・ディール () ★        |
| 18  | FW   | ドイツ                   | ジェイミー・レヴェリング () ★      |
| 19  | FW   | デンマーク               | ワヒド・ファギル ()                |

| No. | Pos. |            | 選手名                        |
| --- | ---- | ---------- | ----------------------------- |
| 20  | DF   | スイス     | レオニダス・ステルギウ () ★   |
| 21  | GK   | ドイツ     | ステファン・ドルリャーカ () ★ |
| 22  | FW   | ドイツ     | トーマス・カスタナラス ()     |
| 23  | DF   | フランス   | ダン＝アクセル・ザガドゥ ()   |
| 24  | DF   | ドイツ     | ジェフ・シャボー () ★         |
| 25  | FW   | デンマーク | ヤコブ・ブルーン・ラーセン ★  |
| 26  | FW   | ドイツ     | デニズ・ウンダフ () ★         |
| 27  | MF   | ドイツ     | クリス・ヒューリッヒ          |
| 28  | MF   | デンマーク | ニコラス・ナーティ ()         |
| 29  | DF   | ドイツ     | フィン・ジェルチ ★            |
| 32  | MF   | スイス     | ファビアン・リーダー ★        |
| 33  | GK   | ドイツ     | アレクサンダー・ニューベル    |
| 36  | MF   | ドイツ     | ラウリン・ウルリッヒ          |
| 40  | MF   | ドイツ     | ルカ・ライムンド ★            |
| 41  | GK   | ドイツ     | デニス・ザイメン ()           |
| 45  | DF   | 日本       | チェイス・アンリ () ★         |
| 53  | FW   | オランダ   | モハメド・サンコー ()         |

※括弧内の国旗はその他保有国籍、もしくは市民権、星印はEU圏外選手を示す。
監督
- セバスティアン・ヘーネス

### ローン移籍
in
注：選手の国籍表記はFIFAの定めた代表資格ルールに基づく。
| No. | Pos. |                          | 選手名                                                |
| --- | ---- | ------------------------ | ----------------------------------------------------- |
| 29  | DF   | ドイツ                   | フィン・ジェルチ (ニュルンベルク) ★                   |
| 14  | DF   | スイス                   | ルカ・ジャック (FCルツェルン) () ★                    |
| 25  | FW   | デンマーク               | ヤコブ・ブルーン・ラーセン (ホッフェンハイム) ★       |
| 2   | DF   | ベルギー                 | アミーン・アル＝ダヒル (バーンリー) () ★              |
| 10  | FW   | マリ共和国               | エル・ビラル・トゥーレ (アタランタ) () ★              |
| 26  | FW   | ドイツ                   | デニズ・ウンダフ (ブライトン&ホーヴ・アルビオン) () ★ |
| 9   | FW   | ボスニア・ヘルツェゴビナ | エルメディン・デミロヴィッチ (アウクスブルク) () ★    |
| 18  | FW   | ドイツ                   | ジェイミー・レヴェリング (ウニオン・ベルリン) () ★    |
| 24  | DF   | ドイツ                   | ジェフ・シャボー (ケルン) () ★                        |

| No. | Pos. |          | 選手名                                               |
| --- | ---- | -------- | ---------------------------------------------------- |
| 20  | DF   | スイス   | レオニダス・ステルギウ (FCザンクト・ガレン) () ★     |
| 3   | DF   | オランダ | ラモン・ヘンドリクス (フェイエノールト) ★            |
| 32  | MF   | スイス   | ファビアン・リーダー (レンヌ) ★                      |
| 5   | MF   | ドイツ   | ヤニク・カイテル (フライブルク) ★                    |
| 11  | FW   | ドイツ   | ニック・ウォルトメイド (ブレーメン) ★                |
| 17  | FW   | ドイツ   | ジャスティン・ディール (ケルン) () ★                 |
| 21  | GK   | ドイツ   | ステファン・ドルリャーカ (ディナモ・ドレスデン) () ★ |
| 40  | MF   | ドイツ   | ルカ・ライムンド (シュトゥットガルトU19) ★           |
| 45  | DF   | 日本     | チェイス・アンリ (シュトゥットガルトII) () ★         |

out
注：選手の国籍表記はFIFAの定めた代表資格ルールに基づく。
| No. | Pos. |                  | 選手名                                        |
| --- | ---- | ---------------- | --------------------------------------------- |
| --  | DF   | フランス         | アントニー・ルオー (レンヌ)                   |
| --  | FW   | セルビア         | ヨヴァン・ミロシェヴィッチ (パルチザン)       |
| --  | FW   | オランダ         | モハメド・サンコー (シュトゥットガルトII) ()  |
| --  | DF   | ドイツ           | フランス・クレツィヒ (バイエルン・ミュンヘン) |
| --  | MF   | ドイツ           | ラウリン・ウルリッヒ (シュトゥットガルトII)   |
| --  | FW   | コンゴ民主共和国 | サイラス (レッドスター)                       |
| --  | MF   | トルコ           | オメル・ファルク・ベヤズ (バシャクシェヒルFK) |
| --  | FW   | 大韓民国         | チョン・ウヨン (ウニオン・ベルリン)           |
| --  | FW   | ドイツ           | ルカ・ファイファー (カールスルーエ)           |

| No. | Pos. |            | 選手名                                       |
| --- | ---- | ---------- | -------------------------------------------- |
| --  | DF   | ドイツ     | ヴァルデマール・アントン (ドルトムント) ()   |
| --  | GK   | ドイツ     | フロリアン・ショック (デュッセルドルフ)      |
| --  | FW   | ポルトガル | ジル・ディアス (FCファマリカン)              |
| --  | DF   | 日本       | 伊藤洋輝 (バイエルン・ミュンヘン)            |
| --  | DF   | クロアチア | マテイ・マグリツァ (ダルムシュタット)        |
| --  | MF   | ドイツ     | ロベルト・マッシモ (グロイター・フュルト) () |
| --  | FW   | コロンビア | フアン・ホセ・ペレア (チューリッヒ)          |
| --  | MF   | ドイツ     | リリアン・エグロフ (無所属) ()               |
| --  | MF   | 日本       | 原口元気 (無所属)                            |

## クラブ経営者
- ディーター・ハント（ドイツ語版）, チェアマン、企業家
- エルヴィン・シュタウト（英語版）, CEO & 会長 2003年6月26日-2011年7月17日
- ゲルト・モーゼル（英語版） 会長 2011年7月17日-2013年7月22日
- ベルント・ヴァーラー（英語版） 会長 2013年7月22日-2016年5月15日
- ヴォルフガング・ディートリッヒ（英語版） 会長 2016年8月15日-2019年7月15日
- トーマス・ヒッツルスペルガー 会長 2019年10月8日-2022年3月31日
- クラウス・フォークト（英語版）, 社長 2019年12月15日-
- アレクサンダー・ウェラ（英語版）, 会長 2022年3月21日-